# Trichocentrum viridulum
Trichocentrum viridulum är en orkidéart som beskrevs av Franco Pupulin. Trichocentrum viridulum ingår i släktet Trichocentrum och familjen orkidéer.
Artens utbredningsområde är Colombia. Inga underarter finns listade i Catalogue of Life.